# Nagytilaj
Nagytilaj is een plaats (község) en gemeente in het Hongaarse comitaat Vas. Nagytilaj telt 183 inwoners (2001).